# Quirino Borin
Quirino Borin (Verona, 10 ottobre 1914 – Bassano del Grappa, 26 novembre 2005) è stato un politico italiano.

## Biografia
Insegnante, negli anni cinquanta è sindaco di Bassano del Grappa. Si dimette dall'incarico nel 1957, per candidarsi alle elezioni politiche dell'anno successivo.
Eletto deputato, entra a far parte nella seconda commissione interni e della settima commissione difesa.